# Los Otates, San Luis Potosí
Los Otates är en ort i Mexiko.   Den ligger i kommunen Xilitla och delstaten San Luis Potosí, i den centrala delen av landet, 220 km norr om huvudstaden Mexico City. Los Otates ligger 440 meter över havet och antalet invånare är 149.
Terrängen runt Los Otates är kuperad åt sydväst, men åt nordost är den platt. Runt Los Otates är det tätbefolkat, med 427 invånare per kvadratkilometer. Närmaste större samhälle är Villa Terrazas, 8,2 km nordost om Los Otates. I omgivningarna runt Los Otates växer huvudsakligen savannskog.